# Eby Kessing
Eby Kessing (22 juli 1984) is een Nederlands hockeyer die uitkomt voor HC Bloemendaal en het Nederlands elftal.
Kessing speelde sinds zijn debuut in 2006 tot dusver 78 interlands (1 doelpunt) voor de Nederlandse hockeyploeg. Met de ploeg was hij actief op drie Champions Trophy-toernooien (2006, 2008 en 2010), het WK in 2006 en EK in 2007. In 2008 viel Kessing buiten de selectie voor de Olympische Spelen in Peking, omdat hij volgens toenmalig bondscoach Roelant Oltmans niet multifunctioneel genoeg zou zijn. Ook voor de Olympische Spelen van 2012 viel de ervaren Kessing buiten de selectie van bondscoach Paul van Ass.
In 2005 stapte Kessing van degradant HC Kampong over naar HC Bloemendaal. Met die club werd hij tussen 2006 en 2010 vijf keer achter elkaar landskampioen. In 2009 won hij tevens met De Musschen de Euro Hockey League.